# Perioada roz (Picasso)

Celebra pictură Les Demoiselles d'Avignon – Domnișoarele din Avignon, o pânză de mari dimensiuni, 243.9 cm × 233.7 cm, din 1907, aflată acum la Museum of Modern Art - MoMA, New York City, deși catalogată drept precubistă sau primitivistă, ... este un perfect exemplu de candidată la multiple categorizări. Culoarea roz (în varii nuanțe), a celor cinci personaje, dominantă evident, o poate categoriza cu ușurință ca aparținând și perioadei roz a marelui artist plastic spaniol.

 Perioada roz  (spaniolă Período rosa) este o perioadă temporală, de circa doi-trei ani, a producției artistice a lui Pablo Picasso, „cerificată critic,” ca fiind perioada cuprinsă între anii 1904 și 1906 / 1907. Perioada își primește numele de la nuanța dominantă, roz, a picturilor sale.
Período rosa a început când Picasso s-a stabilit în Montmartre, la Bateau-Lavoir printre poeții și scriitorii boemi. După perioada sa albastră – în care a descris teme de sărăcie, singurătate și disperare, în tonuri sumbre, albastre – perioada roz (deci, „trandafirie”) a lui Picasso reprezintă reprezentări ale unor teme mai plăcute, cele ale clovnilor, arlechinilor și artiștilor de carnaval, reprezentate în nuanțe vesele, culori vii de roșu, portocaliu, roz și chiar anumite nuanțe de pământiu.
Bazată în mare parte pe intuiție, mai degrabă decât pe observație directă și rațional, perioada roz (mai „trandafirie”) a lui Picasso marchează începutul experimentelor stilistice ale artistului cu primitivismul. Fiind semnificativ influențat de sculptura iberică preromană, arta oceanică și africană, evoluția ulterioară a artei artistului vizual spaniol a condus la perioada sa africană, în 1907, culminând cu tabloul său de avengură, proto-cubist, primitivist și roz, deopotrivă, Les Demoiselles d'Avignon, considerat a fi o capodoperă.
Această perioadă roz constituie a doua dintre cele zece variațiuni stilistice - după unii critici, opt, după alții - foarte personale, pe care le-a experimentat producția artistică a lui Picasso de-a lungul vieții sale artistice. Perioada roz îi urmează perioadei albastre (1901 - 1904) și precede perioada sa africană, cuprinsă între 1907 și 1909 / 1910.  

## Originareaperioadei roz

### Perioada albastră (1901 - 1904)
Moartea lui Casagemas, acest compatriot, prieten foarte apropiat al lui Picasso, finalizată prin sinuciderea cu un pistol, la 17 februarie 1901, va fi „ultimul tablou” al perioadei realizat în nuanțe calde și luminoase. Lucrarea „Casagemas în sicriul său,” pictat la sfârșitul anului, este considerată prima lucrare efectivă a „Epocii Albastre” a artistului vizual spaniol. Picasso a intrat apoi în depresie. „Mă gândeam la Casagemas, pentru că am început să pictez albastru.”
| “ | C’est en pensant à Casagemas que je me suis mis à peindre en bleu. | ” |

— Pablo Picasso 
Astfel spus, Picasso „a uitat,” temporar desigur, de postimpresionism, de culori calde și a trecut printr-o perioadă destul de lungă, ce urma să dureze orice între doi și trei ani, (1901 - 1904), când subiectele picturilor sale au fost oameni foarte săraci, oameni marginalizați, lucrători foarte prost plătiți, prostituate și oameni ai străzii, iar culorile sale predominante au fost albastrul și tonurile închise de gri și negrul.

### Începutul perioadei roz
Lunga depresie suferită de Pablo Picasso, din 1901 până în 1904, cauzată în special de moartea celui mai bun prieten al său, artistul vizual spaniol Carles Casagemas, care se sinucisese, la 17 februarie 1901, în urma dragostei sale față de actrița de cabaret Germaine Pichot, combinată cu traiul în sărăcie la Paris, departe de țara sa natală, Spania, a fost combinația generatoare a epocii culorilor reci, albastrul, griul și negrul fiind predominante. Această perioadă dificilă este resimțită puternic în opera sa, unde folosește doar nuanțe reci, de aceea,  aceast interval de timp este denumit „perioada albastră.” 
Schimbarea în bine a stării generale a artistului vizual spaniol se produce în 1904, când a întâlnit-o pe Fernande Olivier, care i-a devenit model, apoi muză și parteneră de viață, pentru următorii ani. În același timp, pe plan artistic și mai larg social, a întâlnit mulți artiști spanioli și francezi, de multiple orientări artistice, cu care a legat prietenii puternice. Și-a recăpătat astfel gustul vieții și, de atunci, și-a orientat paleta cromatică spre culori calde, folosind mai multe tonuri de portocaliu, roșu și roz. Artistic, a intrat astfel în „perioada roz.”

## Gósol, Pirineii spanioli
Între mai și august 1906, în urma vânzării bune ale unor lucrări ale spaniolului, Fernande și Pablo au plecat, mai întâi la Barcelona și apoi în micul sat spaniol Gósol, din Catalonia de Sus, aflat în Pirineii spanioli. În acest mediu, realmente „conservat,” aproape neatins, sălbatic, păstrat departe de modernitatea celei de-a doua revoluții industriale a timpului, lucrările artistului marchează o tranziție fără întoarcere.
Ca urmare, perioada roz, („trandafirie”} se estompează treptat în favoarea altor teme, în care se accentuează teme și motive ale primitivismului, prefigurând începutul perioadei africane, în care Picasso începe să imagineze, să modeleze și să transpună ceea ce va deveni puternic influenta mișcare artistică a cubismului.

## Realizări artistice
Una dintre cele mai scumpe picturi ale lui Picasso a fost produsă în „Perioada trandafirilor”: „Băiat cu pipă” (1905, colecție privată) este primul tablou din istorie care depășește marca simbolică de 100 de milioane de dolari.
Dintre numeroasele picturi din această perioadă, putem remarca lucrările, Familia de acrobați cu maimuță (în franceză, Famille d'acrobates avec un singe, 1905, aflată la Muzeul de Arte Frumoase din Göteborg), Familia de acrobați (în franceză Famille de saltimbanques) (1905), Cei doi frați (în franceză Les Deux Frères, 1906, Muzeul Național Picasso-Paris), Băiat pe cal (1906, în franceză Jeune Garçon au cheval), aflat la Muzeul de Artă Modernă din orașul New York).

## Galerie de imagini

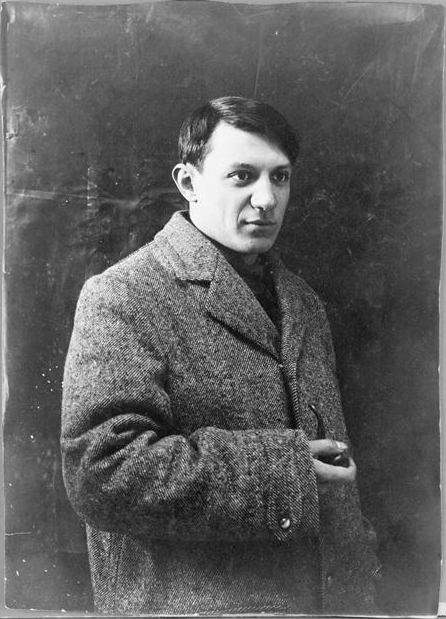
Portret al lui Picasso din 1908, autor necunoscut
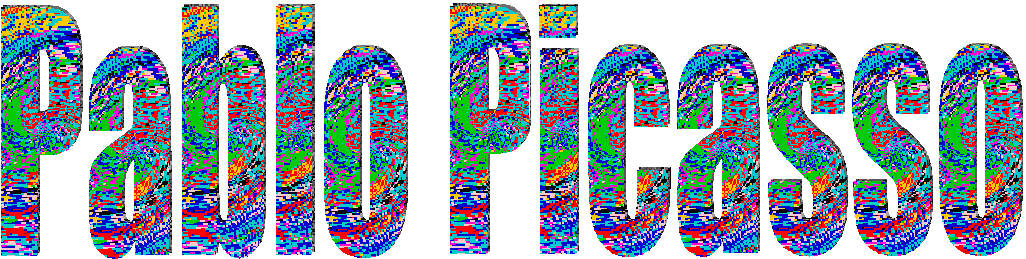
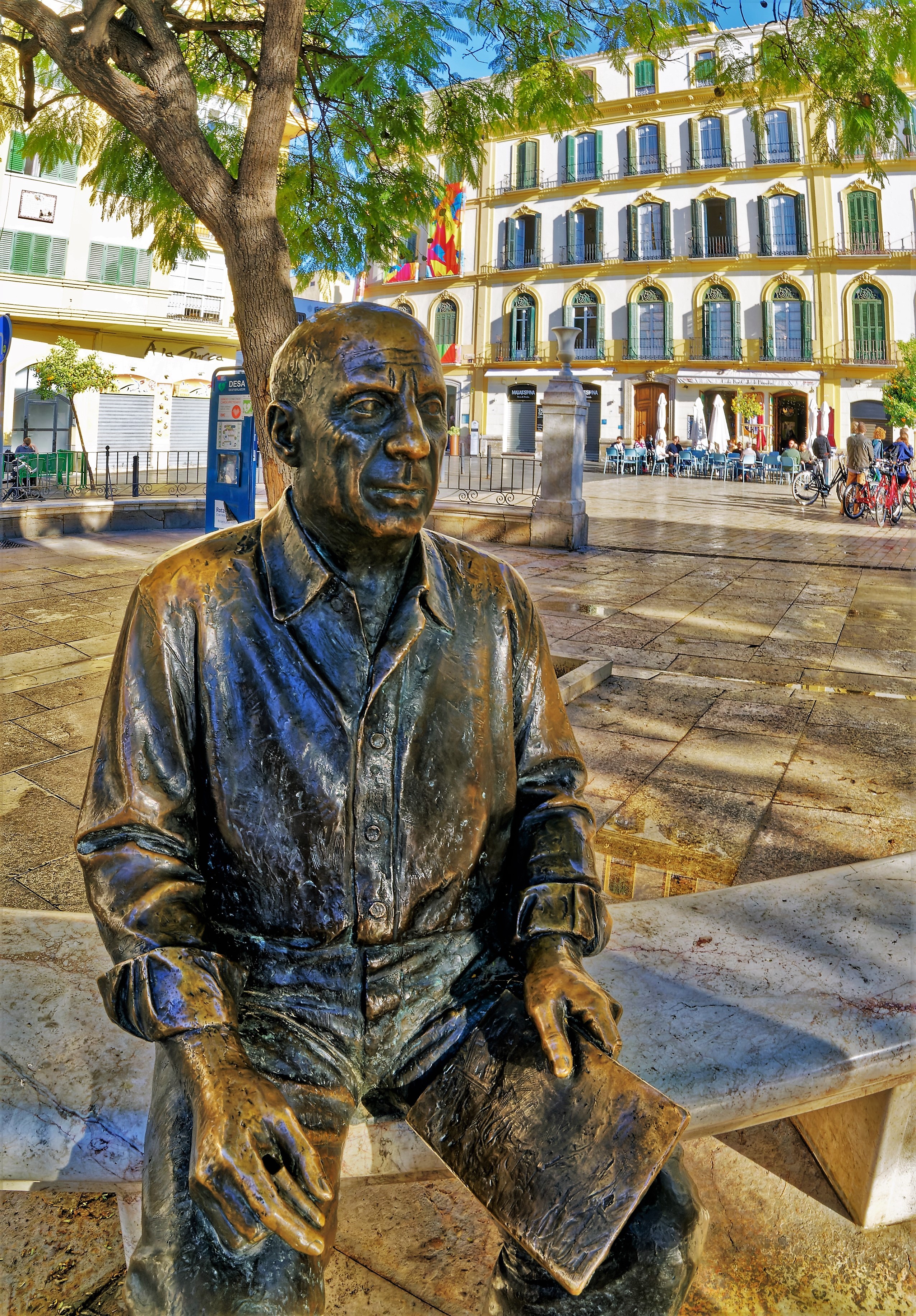
Statuie a artistilui, la locul nașterii acestuia (25 octombrie 1881) – Fotografie de Holger Uwe Schmitt (2021)